# Kungs-Barkarö distrikt
Kungs-Barkarö distrikt är ett distrikt i Kungsörs kommun och Västmanlands län. 
Distriktet ligger i norra delen av kommunen, vid Mälaren. 

## Tidigare administrativ tillhörighet
Distriktet inrättades 2016 och utgörs av socknen Kungs-Barkarö i Kungsörs kommun.
Området motsvarar den omfattning Kungs-Barkarö församling hade vid årsskiftet 1999/2000.